# مقاطعة فلاتهيد (مونتانا)
مقاطعة فلاتهيد (بالإنجليزية: Flathead County)‏ هي إحدى مقاطعات ولاية مونتانا في الولايات المتحدة الأمريكية.